# داوید گوزمان
داوید آلبرتو گوزمان پرس (اسپانیایی: David Alberto Guzmán Pérez‎؛ زادهٔ ۱۸ فوریهٔ ۱۹۹۰) بازیکن فوتبال اهل کاستاریکا است.
از باشگاه‌هایی که در آن بازی کرده‌است می‌توان به پورتلند تیمبرز اشاره کرد.
وی همچنین در تیم ملی فوتبال کاستاریکا بازی کرده‌است.